# Conquista y colonización española de la Argentina

Planisferio de Cantino (1502), muestra la Línea de Tordesillas con la que se dividió el mundo en 1494. Sería aproximadamente el meridiano 60 en medidas actuales. En su extremo inferior izquierdo puede verse en blanco la zona (aún ignota por entonces) en la que se encontraba el actual territorio argentino.

La conquista y colonización española de Argentina, conocida como la «Argentina Colonial», refiere al período entre el siglo XVI y principios del siglo XIX en el cual una parte del actual territorio de la Argentina fue conquistado y colonizado por el Imperio español. En este período aparece por primera vez la expresión Argentina (país de la plata) para denominar un área sin límites definidos que se extendía del Río de la Plata hacia el noroeste. El período incluye también la llegada por primera vez de españoles a varias zonas del actual territorio argentino, momento en el cual en muchos casos adoptaron el nombre con el que los pueblos indígenas ya denominaban a esa región y en otros las designaron con nombres nuevos.
La época colonial en la Argentina se suele dividir en tres períodos: el descubrimiento y conquista, durante el cual se llevaron a cabo las exploraciones del territorio y la fundación de las ciudades mayores; el período de las gobernaciones, durante el cual los asentamientos españoles lucharon contra las poblaciones indígenas y trataron de consolidarse, registrando pocos cambios territoriales y económicos; y el período virreinal que se extiende hasta la Revolución de Mayo de 1810, en la cual fue expulsado el virrey español y nombrada una junta de autogobierno. La guerra de Independencia Argentina ya se cita usualmente como parte de la historia de la Argentina.
Los europeos llegaron por primera vez al actual territorio argentino en 1516, con la expedición de Juan Díaz de Solís por el Río de la Plata. Posteriormente la expedición de Fernando de Magallanes en 1520 fondeó sus naves en la Bahía de San Julián, hoy provincia de Santa Cruz. El fuerte Sancti Spiritus fue el primer asentamiento europeo, instalado en 1527 a orillas del río Paraná. La primera exploración del noroeste y centro del país fue la entrada de Diego de Rojas en 1543. Las ciudades de Asunción (1537), Santiago del Estero (1553), Córdoba (1573) y Buenos Aires (1536/1580) fueron las bases del establecimiento colonial que se impuso en la mitad norte del actual territorio argentino, sujeto a la autoridad de la Corona Española (la Gobernación del Río de la Plata). El Imperio español fundó varias ciudades e impuso un dominio colonial sobre la población que habitaba una serie de regiones que se corresponden aproximadamente con las catorce provincias que se confederaron en 1860 para formar la República Argentina. Sobre el final del período colonial el Imperio español creó el Virreinato del Río de la Plata, que incluía a las catorce provincias mencionadas y los territorios de las actuales repúblicas de Bolivia, Paraguay y Uruguay.
Debido a la bula del Papa Pablo III Sublimis Deus de 1537, se declaró a los indígenas hombres con todos los efectos y capacidades de cristianos. En el Imperio español la unidad social se concebía a través de la unidad de la fe de la Iglesia católica. En el primer siglo de la colonización, el Imperio español conquistó aproximadamente un tercio del actual territorio argentino, sometiendo a los pueblos originarios que lo habitaban y produciendo una catástrofe demográfica, razón por la cual los conquistadores europeos introdujeron esclavos secuestrados en el África negra. En el siglo XVII se establecieron las misiones jesuíticas guaraníes, comunidades misionales fundados por la Compañía de Jesús entre los guaraníes y pueblos afines, que tenían como fin evangelizar y evitar la esclavización de los indígenas de las actuales provincias de Misiones, Corrientes y parte del Paraguay y Brasil. Cumplieron con éxito su tarea, hasta que en el año 1768, el rey español Carlos III ordenó expulsar a los jesuitas.
Una gran parte del territorio actual de la Argentina y de los pueblos indígenas que lo habitaban no estuvo bajo el dominio colonial de España, principalmente las regiones chaqueña —incluyendo partes de Santiago Del Estero y Santa Fe— permanecieron bajo dominio de indígenas de los grupos wichi, guaycurú y vilelas, mientras que la mayor parte de la pampeana, a excepción de partes de la Pampa húmeda, patagónica permaneció bajo dominio tehuelche, puelche y, posteriormente, mapuche. Entre 1560 y 1667, los señoríos diaguitas mantuvieron una larga resistencia conocida como las guerras calchaquíes en el actual noroeste argentino, antes de ser completamente absorbidos por la población criolla.
Durante la mayor parte del período colonial, el territorio argentino fue parte del Virreinato del Perú, hasta que en 1776 el rey Carlos III de España creó con parte de su territorio el Virreinato del Río de la Plata. La ciudad de Buenos Aires fue designada como su capital por su creciente importancia como centro comercial y con la idea de resistir mejor a un eventual ataque portugués, así como también para tener un acceso más fácil a España a través de la navegación atlántica.
En el siglo XVIII la multiplicación natural del ganado vacuno y equino cimarrón en las llanuras pampeana, de la Banda Oriental del Río de la Plata y del sur de Brasil, provocó la aparición de un tipo especial de campesino independiente a caballo llamado gaucho —en el caso de los varones— y china —en el caso de las mujeres. Los gauchos desarrollaron una cultura de características propias, adhirieron y lucharían en la guerra de la Independencia y enfrentaron a los estancieros para garantizar su derecho al acceso al ganado y la tierra, hasta ser vencidos en la segunda mitad del siglo XIX. Esta riqueza en ganado salvaje también llevó a la aparición de indígenas de tradición ecuestre en el Chaco, la Pampa y la Patagonia, que entablaron una dinámica de lucha intermitente por los recursos ganaderos con la población española y criolla.
Hasta mediados del siglo XIX, gran parte de la Patagonia y las Pampas permanecieron bajo el control de diferentes pueblos indígenas: principalmente, chonks y luego también los mapuches en la Patagonia y ranqueles en la llanura pampeana hasta el último cuarto del siglo XIX. Asimismo, los territorios de gran parte de la región chaqueña no fueron colonizados por los europeos, exceptuando partes de  Santiago Del Estero y Santa Fe, sino que permanecieron habitados por pueblos autóctonos como los qoms, moqoits (mocovís o, mocovíes), pilagás, vilelas, lules y wichis hasta principios del siglo XX. La población indígena sedentaria fue sometida a relaciones de dependencia permanente respecto de la población española. Aunque con el paso de las generaciones fue absorbida dentro una población étnicamente identificable como «criolla», este proceso de mestización no fue total, como lo demuestra la participación de poblaciones del Noroeste del actual territorio argentino en el gran levantamiento indígena de 1780 con epicentro en el Cuzco, dirigido por el inca Túpac Amaru II.

## La conquista española (1516-1593)

### El descubrimiento

Imperio español de Felipe II, III y IV incluyendo los territorios cartografiados y reclamados, reclamaciones marítimas (mare clausum) y otros aspectos.

En la historiografía argentina se suele usar el término «descubrimiento» para referirse a la primera vez que alguna expedición española o de otro origen europeo llegó a algún punto del actual territorio argentino, aun cuando ya hubiera sido descubierto antes por otros pueblos.
Los primeros europeos que llegaron al área en donde está situada la Argentina, lo hicieron buscando un paso hacia Asia: por entonces, América era solo un obstáculo entre España y las riquezas de Catay y Cipango en Asia. La zona, además, estaba ubicada aproximadamente sobre la Línea de Tordesillas, la división del mundo que estableció el papa entre España y Portugal y, por lo tanto, tenía para ambos países la condición de frontera aún no ocupada.
En una carta referida a una expedición portuguesa de 1502 en que habría participado, Américo Vespucio describió

…un río de más de veinte leguas de ancho, a do hay gentes que comen carne humana.

Por su ancho, ese no pudo haber sido otro que el Río de la Plata, de lo que varios historiadores han deducido que esa fue la primera expedición europea en llegar a las aguas del Río de la Plata y a la Patagonia. No obstante, el hecho de que se guarde registro del nombre de ningún otro expedicionario —con excepción de Vespucio— ha generado una controversia historiográfica sobre la veracidad de ese viaje de Vespucio; así, mientras algunos historiadores ponen en duda la identidad del río descrito por Vespucio, otros —basándose en las inconsistencias en la misma y la falta de otras fuentes referidas a esa expedición— califican las cartas como apócrifas.
En cambio, es seguro que el navegante Juan Díaz de Solís arribó en 1516 al estuario del Río de la Plata, al que denominó Mar Dulce; desembarcó primeramente en la isla Martín García y luego en algún punto de la costa del río Uruguay, donde fue muerto y comido por un grupo de indígenas charrúas, o —más probablemente— los guaraníes.
En 1519 y 1520 Hernando de Magallanes, en el primer y famoso viaje de circunvalación del mundo, recorrió toda la costa de la actual Argentina, hasta el estrecho que lleva su nombre al que llegó el 21 de octubre de 1520. En su viaje, durante el cual recorrió la totalidad del litoral argentino, se encontró con los Tsonk, a los que por su altura denominó como Patagones —sobre la base de un personaje de ficción de la época— y descubrió el estrecho que lleva su nombre. Se cree que naves de su expedición, desviadas por causa de un temporal, podrían haber llegado a las islas Malvinas; en su expedición viajó Antonio Pigafetta, autor de las primeras descripciones geográficas del país. En 1525 fray García Jofre de Loaísa dirigió una expedición que recorrió la Patagonia, e incluso se estableció brevemente en Puerto Santa Cruz para reparar dos naves.
En 1526, el italiano Sebastián Gaboto zarpó de España para dirigirse a las islas Molucas en Oceanía, con el objeto de repetir el viaje de Magallanes y Elcano. Al llegar a la isla de Isla de Santa Catarina tomó contacto con los guaraníes que habían pertenecido a la expedición de Alejo García. Este había sido un náufrago de una de las naves de Solís, que había hecho una expedición hacia el oeste, llegando hasta cerca del Perú y regresando con un enorme tesoro de piezas de plata, aunque había sido muerto por los indígenas. Los guaraníes le informaron de la leyenda del Rey Blanco, un monarca de un país tan rico en plata que estaba recubierto en él. Según los mismos indígenas, se podía llegar a las tierras del Rey Blanco por el ancho río que había descubierto Solís, ya que este se internaba hacia una tierra llamada "Sierra de la Plata".
En abril de 1527 Gaboto ingresó al Río de la Plata y el 6 de abril estableció una pequeña fortaleza llamada San Salvador, cerca de la actual ciudad de Carmelo (Uruguay). Allí encontró a Francisco del Puerto, sobreviviente del grupo de Solís, quien vivía con los charrúas y le confirmó la existencia de un Imperio de Plata, aguas arriba. El 9 de junio de 1527 Gaboto ordenó establecer un fuerte al que llamó Sancti Spiritu, primer asentamiento europeo en el actual territorio argentino, cerca de la actual ciudad de Coronda, en la boca del río Carcarañá, en la actual provincia de Santa Fe, a 40 km al norte de la actual ciudad de Rosario. Desde el fuerte, Gaboto mandó tres expediciones; de dos de ellas nada se supo, pero la tercera, comandada por Francisco César, llegó a una sierras (probablemente las Sierras de Córdoba) donde encontraron un pueblo [probablemente los henia-kamiare, o "comechingones"] que «cuidaban carneros de la tierra de cuya lana hacían ropas bien tejidas», posiblemente también obra de diaguitas. Recogieron también piezas de plata provenientes del norte.
Gaboto remontó el río Paraná, llegando hasta Itatí. Luego remontó el río Paraguay, ingresando aguas arriba por el río Bermejo, pero debido a la resistencia de los payaguás volvió a Sancti Spíritu. Allí se encontró con otro expedicionario español: Diego García de Moguer, que había hecho la misma ruta que Gaboto; este había sido el primero en denominar al estuario Río de la Plata. García tomó prisioneros a gran cantidad de indígenas —posiblemente charrúas— y los mandó como esclavos a España, siguiendo viaje aguas arriba con un pequeño bergantín, hasta llegar a Sancti Spíritu.
Inicialmente, Diego García y Gaboto discutieron sobre quién de los dos tenía derecho de conquista. Pero poco después, ante la resistencia de los timbúes, ambos volvieron a San Salvador, dejando una pequeña guarnición en Sancti Spíritu; la misma fue destruida por los timbúes en septiembre de 1528. García y Gaboto decidieron retirarse definitivamente a España, donde difundieron las noticias sobre el Rey Blanco y el Río de la Plata. Portugueses y españoles aceleraron entonces los planes para tomar posesión de esa región, que ambos consideraban estaba de su lado de la Línea de Tordesillas.
En 1531 Portugal envió una gran expedición al mando de Martín Alfonso de Souza para tomar posesión del Río de la Plata y expulsar a los españoles. Llegó hasta la Isla Martín García, que rebautizó Santa Ana, y se internó por el río Uruguay. Enterado de que los españoles de San Salvador habían sido derrotados, decidió retirarse al cabo de Santa María —donde actualmente se encuentra La Paloma. Allí tomó medidas astronómicas y llegó a la conclusión que estaba del lado español de la Línea de Tordesillas, por lo que volvió a Portugal sin realizar fundación alguna.

### Conquista del Río de la Plata

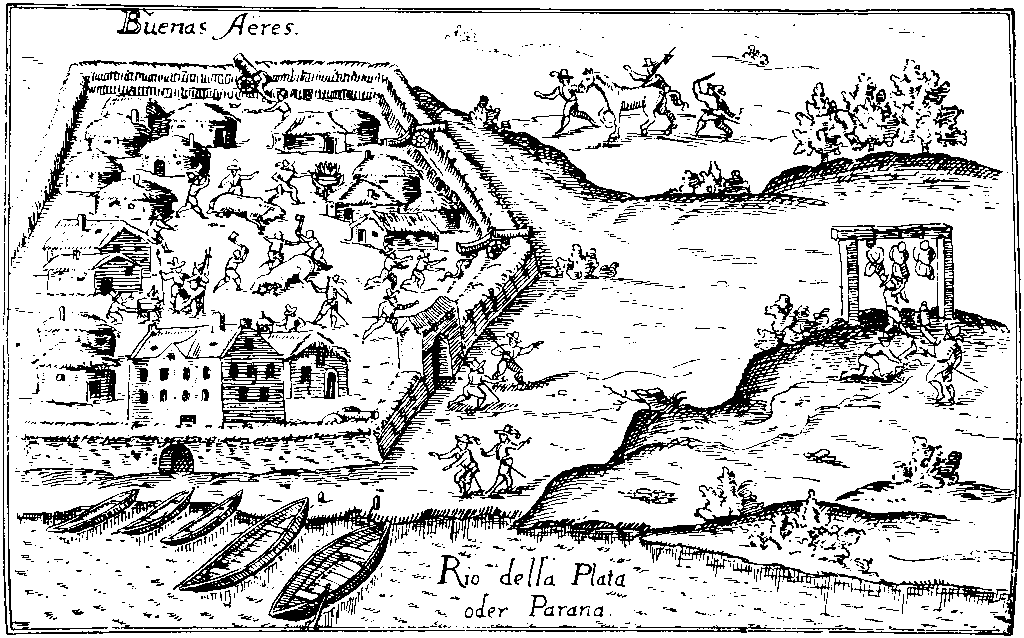
Buenos Aires, 1536.

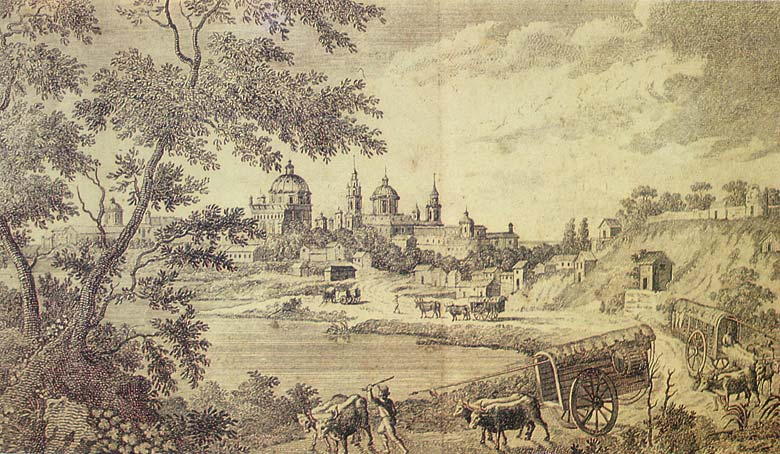
Vista de Buenos Aires a fines del, desde la ribera del Río de la Plata. Litografía de la época.

Luego de la Conquista del Perú, la corona entregó títulos sobre las tierras de Sudamérica en "capitulaciones": en 1534, el territorio sudamericano al sur del Ecuador fue dividido en cinco secciones: el primero, al norte de Cuzco, a Francisco Pizarro; el segundo, al sur de la misma ciudad —e incluyendo al extremo noroeste de la actual Argentina— a Diego de Almagro; el tercer sector —que incluía la mayor parte del actual norte argentino, la mitad norte de la región pampeana y las provincias de Cuyo— a Pedro de Mendoza, al sur de este otro a Simón de Alcazaba; y por último un sector asignado a Pedro Sancho de la Hoz, que incluía la mitad sur de la actual provincia de Santa Cruz y proseguía hasta el polo sur. El Prof. Rafael Sánchez Concha afirma que todo el territorio del que formaba parte la Argentina no fue una colonia sino un reino más dentro del imperio Español, un reino con la condición de vicerreino o virreinato en el que a diferencia de lo ocurrido en el poblamiento de la América del Norte por parte de los ingleses, los conquistadores españoles integraron a los nativos a su sistema social, político y religioso, a través de la evangelización y la hispanización. No hubo un plan de exterminio sistemático como en Norteamérica, por eso tampoco se puede decir fue una colonia.
En la práctica, los españoles nunca tomaron control de amplios territorios sudamericanos, entre los que se encontraban la Patagonia, la mayor parte de la llanura pampeana, y el Gran Chaco.
Pedro de Mendoza llegó al Río de la Plata en febrero de 1536 y fundó el Real y Puerto de Santa María del Buen Ayre, en honor a la virgen de Bonaria, patrona de los navegantes. Oficialmente se ha establecido que la ciudad se habría asentado en el actual Parque Lezama de Buenos Aires, aunque la exactitud de la información no es segura. El trato con los pampas y querandíes que habitaban el área fue al comienzo cordial, abasteciéndose la expedición de víveres gracias a ellos; pero estos pueblos eran nómadas y llevaban una economía de subsistencia, por lo que pronto las relaciones se tensaron, debido a que los españoles demandaban lo que los "indios" no tenían para dar. Así, mientras los capitanes de la expedición recorrían la región en busca de oro y plata, quienes se quedaron en la ciudad guerreaban constantemente con los locales. En esta situación tras una cruel matanza de aborígenes, éstos cercaron la ciudad, llevando a sus ocupantes a la hambruna y el canibalismo.
Un lugarteniente de Mendoza, Juan de Ayolas, remontó el río Paraná, a orillas del cual fundó el fuerte Corpus Christi, cerca de las ruinas de Sancti Spiritus. En el norte del Paraguay, sobre el río del mismo nombre, fundó Candelaria, desde donde saldría en dirección al Alto Perú como gobernador delegado.
Mendoza partió de regreso a España, muriendo de sífilis en el trayecto. Por su parte, Ayolas llegó al Alto Perú, descubriendo la ansiada "Sierra del Plata" —en realidad el Cerro Rico de Potosí— a la que otra expedición española había arriba con anterioridad. Por su extraordinaria riqueza en plata, Potosí se convertiría en el centro económico de la dominación española en América del Sur. En el camino de regreso, Ayolas fue muerto por indígenas del gran Chaco, posiblemente payaguás.
Mientras Ayolas estaba ausente, Domingo Martínez de Irala y Juan de Salazar de Espinosa continuaron la exploración del territorio que rodeaba a Candelaria, poblado de guaraníes sedentarios, donde fundaron la ciudad de Asunción en 1537. El cabildo de la ciudad eligió gobernador de Asunción a Irala, cuya autoridad fue discutida por Francisco Ruiz Galán, que gobernaba Buenos Aires como comisionado de Pedro de Mendoza. La llegada de una real cédula que daba al cabildo la potestad de elegir a los sucesores de Mendoza fortaleció el poder de Irala, que ordenó el despoblamiento de Buenos Aires en el año 1541. La población se concentró en el Paraguay, donde los guaraníes eran numerosos y sedentarios, pasibles de ser encomendados.
Las capitulaciones habían tenido pobres resultados, ya que apenas habían logrado la fundación de Asunción. Pero esta ciudad perduraría, y se constituiría en la principal base española para la conquista y colonización de casi toda la cuenca del Plata: desde ella se fundarían las ciudades de Villa Rica del Espíritu Santo (fundada inicialmente por Juan de Salazar de Espinosa), Ontiveros y Santa Cruz de la Sierra, fundada por Ñuflo de Chávez.
Luego del largo gobierno de Irala, el gobernador Juan de Garay marchó hacia el estuario del Río de la Plata, para fundar un puerto que permitiera comunicar el Paraguay con España. A la vera del Paraná se encontró con Jerónimo Luis de Cabrera, gobernador del Tucumán, quien le discutió su derecho sobre la zona. Entonces Garay decidió fundar cerca de allí un puerto intermedio: Santa Fe de la Vera Cruz, fundada en 1573. La tarea de Garay se completó en 1580, cuando fundó la ciudad de Trinidad y Puerto de Santa María del Buen Ayre, que con el tiempo sería conocida como Buenos Aires.
En 1585, Alonso de Vera y Aragón fundó Concepción del Bermejo, en el centro de la región chaqueña, y en 1588, Juan Torres de Vera y Aragón —último adelantado del Río de la Plata— fundó San Juan de Vera de las Siete Corrientes.

### Conquista de Cuyo
La región de Cuyo fue explorada por primera vez por Francisco de Villagra, que traía expedicionarios desde Cuzco hacia Chile; se supone que cruzó las Sierras de Córdoba y pasó por el valle del río Mendoza. En su camino descubrió la existencia de los indígenas huarpes, de carácter menos belicoso que la mayoría de sus vecinos.
Tras el traspaso de la provincia del Tucumán a la dependencia directa del virrey del Perú, los gobernantes de Chile no renunciaron a extenderse al este de los Andes: en marzo de 1561, Pedro del Castillo fundó la ciudad de Mendoza, que tres años más tarde fue nombrada capital del recién creado Corregimiento de Cuyo, dependiente de la Capitanía General de Chile. En junio de 1562, Juan Jufré fundó San Juan de la Frontera, y su hijo Luis Jufré de Loaiza y Meneses fundó San Luis de Loyola Nueva Medina de Rioseco en 1594; la ciudad fue pronto abandonada y refundada en 1596. Poco tiempo después pasaría a llamarse "San Luis de la Punta de los Venados".
Durante más de un siglo, la región de Cuyo vivió una vida aislada de sus vecinas; su principal función era proveer de indígenas huarpes mansos para trasladarlos a Santiago de Chile, donde eran sometidos en encomienda. Diversas fuentes atestiguan que esa fue una de las etnias más duramente tratadas por los conquistadores, que los trataron prácticamente como esclavos. Para la época de la independencia de la Argentina, los huarpes se habían extinguido como etnia, aunque algunos pobladores de las lagunas de Guanacache y algunas otras zonas conservaba ciertas formas de vida relacionadas con esa etnia, y en su mayoría conservaban apellidos de ese origen.

### Exploraciones en la Patagonia
Simón de Alcazaba también viajó al actual territorio argentino, acompañado de un grupo denominado "los leones"; a principios de 1535, la expedición llegó al golfo de San Jorge —actual provincia de Chubut— donde fundó el fuerte denominado Nueva León, desde el cual realizaron varias expediciones. Sin embargo, debido a las inclemencias del clima y el terreno, los pocos sobrevivientes se amotinaron, mataron a Alcazaba y se dedicaron a la piratería.
Pero Sancho de la Hoz jamás llegó al territorio que le había sido asignado: fue ajusticiado en 1547 en Santiago de Chile.
En 1578 bordeó la Patagonia el pirata inglés Francis Drake, que logró cruzar el Estrecho de Magallanes y asoló las costas de Chile y el Perú. En respuesta, el virrey Francisco Álvarez de Toledo encargó al navegante Pedro Sarmiento de Gamboa fortificar el Estrecho y evitar que en el futuro pudiera ser cruzado por navegantes extranjeros; Sarmiento de Gamboa llegó a principios de 1580 al Estrecho, fundando allí dos precarias fortificaciones, pomposamente denominadas Ciudad del Nombre de Jesús —junto al cabo Vírgenes— y Ciudad del Rey Felipe. Pero las poblaciones no tenían medio alguno de subsistencia; Sarmiento de Gamboa fue arrastrado muy lejos de allí, donde fue tomado prisionero por buques ingleses. La población de las dos localidades del Estrecho fallecieron de hambre, con la sola excepción de un único marino, que fue tomado prisionero por el pirata Thomas Cavendish, de quien huyó frente a las costas peruanas.
La Patagonia no volvería a ver intentos de poblamiento hasta el último cuarto del siglo XVIII.

### Conquista del Tucumán
El interior argentino comenzó a ser explorado poco después de la conquista del Perú: en 1535 Diego de Almagro recorrió el norte en busca de un paso hacia Chile, pero no dejó ninguna fundación ni descripción de lo que recorrió.
En 1543, Diego de Rojas ingresó a la región por la Puna, iniciando lo que se conoce históricamente como la Gran Entrada; luchando frecuentemente con los indígenas que hallaba a su paso, recorrió las actuales provincias de Salta y Santiago del Estero. Los juríes de esta última región causaron su muerte, pero la expedición continuó al mando de Francisco de Mendoza, llegando al río Paraná. Los propios expedicionarios asesinaron a Mendoza, acusándolo de tratarlos despóticamente, y regresaron al Perú. Fueron estos expedicionarios quienes llamaron a la región "Tucumán", quizá combinando dos nombres indígenas —Tucma y Tucumanaho— ubicados en distintos lugares de la región.
En 1549 llegó una expedición enviada por el "pacificador" Pedro de la Gasca, al mando de Juan Núñez de Prado. En 1550 realizó su primera fundación: la ciudad de El Barco, al pie de la Sierra de Aconquija, en la actual provincia de Tucumán. Poco tiempo después, llegó a la región Francisco de Villagra, lugarteniente del adelantado de Chile, Pedro de Valdivia, alegando que esas tierras correspondían a la jurisdicción de Chile; por lo cual Núñez del Prado trasladó la ciudad a los Valles Calchaquíes. Allí se habían instalado varias parcialidades aborígenes de la etnia diaguita, huyendo de la persecución española; los mismos atacaron repetidamente la ciudad, obligando a Núñez del Barco a trasladarla nuevamente hacia el este en 1552, estableciéndose a orillas del río Dulce. Enterado de esto, Valdivia envió a Francisco de Aguirre para reemplazar a Núñez del Prado, a quien arrestó y envió prisionero al Perú. A continuación ordenó a la población de la ciudad trasladarse dos km al sur, donde fundó la ciudad de Santiago del Estero (1553).
Durante diez años, el Tucumán siguió siendo una dependencia de Chile; en ese período, Juan Pérez de Zurita fundó las ciudades de Cañete en el lugar llamado Ibatín, cerca de la primera El Barco; Londres, al oeste de la actual Catamarca; y Córdoba del Calchaquí, en el valle del mismo nombre.
En 1560 se produjo un alzamiento generalizado de los diaguitas en los Valles Calchaquíes, dirigido por Juan Calchaquí; el gobernador Castañeda ordenó despoblar todas las ciudades, con excepción de Santiago del Estero.
El virrey del Perú decidió entonces separar la provincia del Tucumán de Chile, y envió como gobernador a Gregorio de Castañeda; este fundó la ciudad de Nieva en el sur de la actual provincia de Jujuy.
En 1563, el rey Felipe II decretó la formación de la gobernación del Tucumán; que pasaba a depender de la Audiencia de Charcas. Nombró gobernador de la misma a Francisco de Aguirre, que derrotó y ejecutó a Juan Calchaquí y refundó Londres; no obstante, los españoles se mantuvieron alejados de los Valles Calchaquíes. En 1565, Diego de Villarroel fundó la ciudad de San Miguel de Tucumán en Ibatín, donde antes había existido Cañete. En 1567, un grupo de españoles rebeldes fundaron la ciudad de Nuestra Señora de Talavera, también llamada Esteco.
El sucesor de Aguirre, Jerónimo Luis de Cabrera, buscó desprenderse de la tutela de Charcas, orientando la colonización hacia el Océano Atlántico para relacionarse directamente con España. Así, en 1573 fundó la ciudad de Córdoba de la nueva Andalucía. A continuación se trasladó al río Paraná; al llegar a sus orillas se encontró con el teniente de gobernador Juan de Garay, proveniente de Asunción, con quien discutió sobre los límites del Tucumán; viendo la superioridad numérica de la gente que traía Garay, regresó a Córdoba sin hacer ninguna fundación en el Paraná. Dos años más tarde fundó San Francisco de Álava, pero ésta fue incendiada por los indígenas Omaguacas.
El sucesor de Cabrera, Gonzalo de Abreu y Figueroa, ejecutó a Cabrera y arrestó a Garay, a quien obligó a acompañarlo para enfrentar a los calchaquíes. Tras fracasar dos veces en la fundación de una ciudad llamada San Clemente en el Valle de Lerma, debió abandonar nuevamente esa región. Su sucesor, Hernando de Lerma, fundó finalmente la ciudad de San Felipe de Lerma del Valle de Salta, a mitad de camino entre los belicosos diaguitas y los también peligrosos omaguacas.
En 1591, el gobernador Juan Ramírez de Velasco fundó Todos los Santos de la Nueva Rioja. Al año siguiente fundó Madrid de las Juntas, a orillas del río Pasaje, cerca de Salta, y ordenó trasladar allí la totalidad de la población de Esteco. En 1593, su subordinado Francisco de Argañaraz y Murguía fundó San Salvador de Jujuy, en el mismo sitio que anteriormente habían ocupado Nieva y San Francisco de Álava, en el extremo sur de la Quebrada de Humahuaca.
El siguiente gobernador, Fernando de Zárate — primer gobernador del Tucumán nacido en América— debió enfrentar el alzamiento generalizado de los omaguacas, dirigidos por el cacique Vitilpoco, que fueron muy difícilmente vencidos. Al finalizar el siglo, solo los Valles Calchaquíes seguían siendo inexpugnables para los españoles, e incluso se había logrado iniciar la conquista del Chaco; durante el siglo siguiente, la primera de estas regiones sería finalmente ocupada, y la segunda se tornaría imposible de colonizar durante casi tres siglos.
En 1679 se había fundado la diócesis del Tucumán, cuya sede residiría en Santiago del Estero hasta 1699, en que fue trasladada a la ciudad de Córdoba.
Como un hecho simbólico que marcaba un cambio de época, en el mismo año de 1593 en que Zárate era nombrado gobernador del Tucumán, otro nacido en América —Hernandarias— era también nombrado gobernador del Río de la Plata.

## Entre la conquista y el virreinato

### La Educación en la Época Virreinal

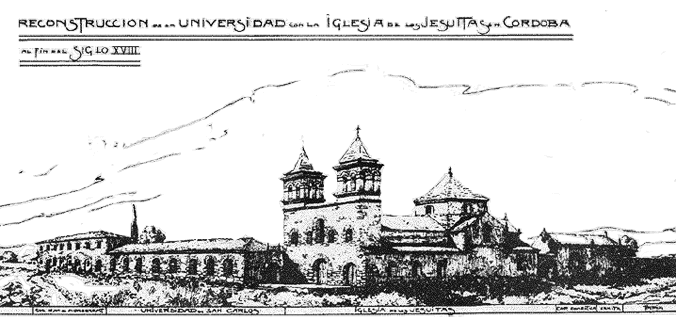
Vista de la Manzana Jesuítica en el. Dichos edificios aún se conservan. En la esquina se observa la iglesia de la Compañía de Jesús. A continuación se destacan la antigua sede de la Universidad de Córdoba (actual museo y biblioteca mayor) y el Colegio Monserrat.

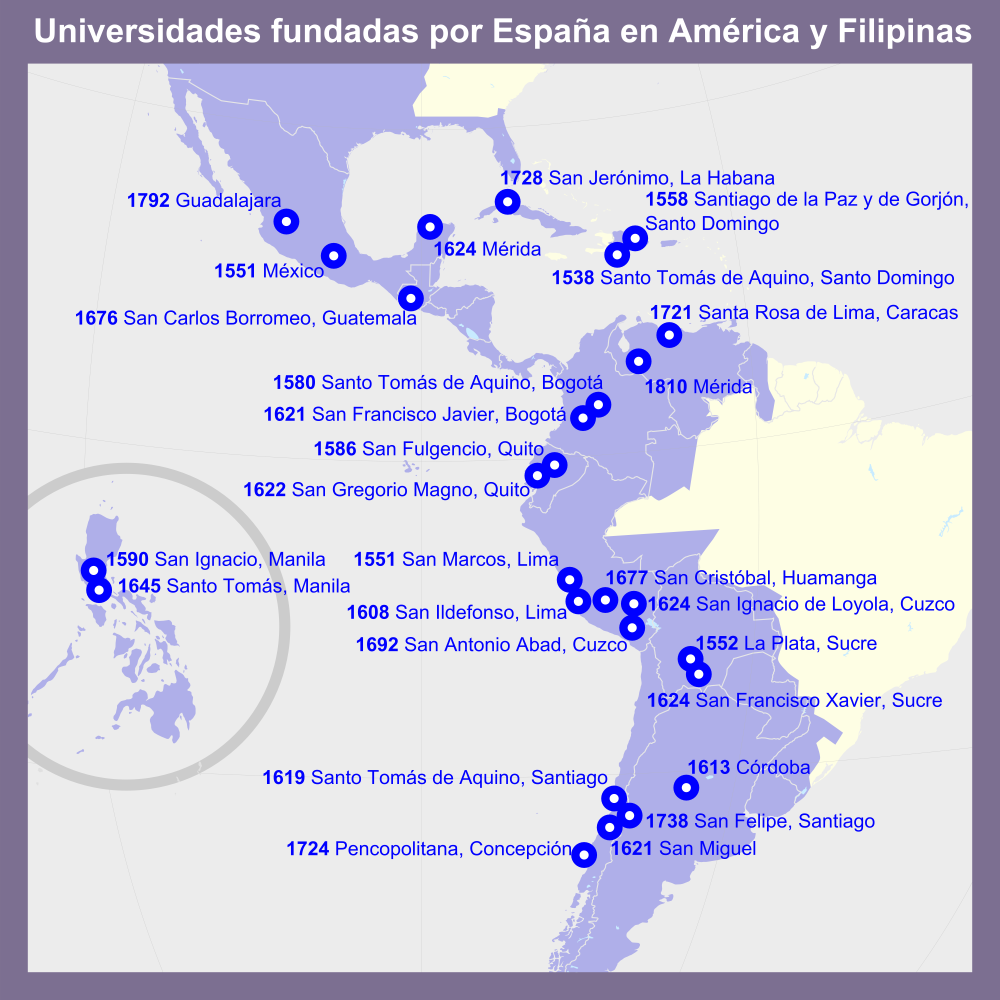
Universidades virreinales del Imperio español en América y Filipinas

En los primeros años de poblamiento del actual territorio argentino, la educación estuvo centrada en la escolaridad primaria a cargo de las órdenes religiosas (franciscanos, dominicos y más tarde, jesuitas) y basada en la evangelización y en el uso del idioma español con carácter obligatorio.
En 1589 llega al Tucumán el sacerdote franciscano Francisco Solano evangelizando a los aborígenes del lugar por más de catorce años.
En 1585 los jesuitas llegan a Santiago del Estero, en 1587 llegan a Córdoba, en 1588 llegan los jesuitas que luego fundaran las Misiones jesuíticas guaraníes y en el mismo año llegan al Río Salado para evangelizar a los pampas.
Probablemente durante la gobernación del vigesimoséptimo gobernador de Nueva Andalucía del Río de la Plata Hernandarias, que en 1596, se establecieron las primeras escuelas no jesuíticas en el actual territorio argentino. En 1609 concurrían a estos establecimientos unos 150 alumnos. Hubo algunos intentos por parte del estado de ampliar la educación pública como por ejemplo la obligación por parte de los Cabildos de proveer con fondos públicos, de casas apropiadas a las escuelas y la admisión de un cierto número de alumnos, con certificado de pobreza expedido por el propio cabildo, a los que debía darse igual educación que a los demás. Se cobraban aranceles de un peso por mes para leer y dos pesos para leer, escribir y contar.
Desde su llegada, los jesuitas erigieron a Córdoba como el centro de la Provincia Jesuítica del Paraguay, en el Virreinato del Perú. Para ello necesitaban un lugar donde asentarse y así iniciar la enseñanza superior. Fue así que 1599, y luego de manifestarle dicha necesidad al cabildo, se les entregaron las tierras que hoy se conocen como la Manzana Jesuítica.
En 1613 con apoyo del Obispo Trejo, fue fundada la Universidad jesuítica de Córdoba, la más antigua del país y una de las primeras de América. Ese año también se crea la Librería Grande (hoy Biblioteca Mayor), que según registros llegó a contar con más de cinco mil volúmenes.
En 1624 fue fundada la Universidad Mayor, Real y Pontificia de San Francisco Xavier de Chuquisaca que desde su creación, tuvo una notable influencia en toda la región de Sudamérica.
La red de universidades 25 universidades virreinales del Imperio español fundadas por toda América, a lo largo de casi dos siglos, difundió los importantes avances del Siglo de Oro Español. También el Camino Real Intercontinental, que afectó a la ruta del mercurio y de la plata de la Monarquía Hispánica que supuso una parte esencial en el comercio entre Europa y América entre los siglos XVI y XVIII, así como contactos culturales e innovaciones tecnológicas.
Los primeros Jesuitas llegan a Buenos Aires durante el gobierno de Hernandarias en 1608 y fundan el Colegio de San Ignacio y en 1675 fundan el Real Colegio de San Carlos. En 1654 el Cabildo de Buenos Aires encomendó a los jesuitas atender la educación juvenil de la ciudad.
La influencia jesuítica finalizó durante el reinado de Fernando VI de España cuando España se enfrentó con Portugal por la colonia del Sacramento, desde la que se facilitaba el contrabando británico por el Río de la Plata. José de Carvajal consiguió en 1750 que Portugal renunciase a tal colonia y a su pretensión de libre navegación por el Río de la Plata. A cambio, España cedió a Portugal dos zonas en la frontera brasileña, una en la Amazonia y la otra en el sur, en la que se encontraban siete de las treinta reducciones guaraníes de los jesuitas. Los españoles tuvieron que expulsar a los misioneros jesuitas, lo que generó un enfrentamiento con los guaraníes que duró once años.
La Expulsión de los jesuitas del Imperio Español de 1767 hizo que 2.630 jesuitas tuvieran que dejar Iberoamérica lo que significó un terrible golpe a nivel educativo ya que la inmensa mayoría de las instituciones educativas del territorio estaban a cargo de ellos como profesores.

### El contrabando
Los habitantes de Buenos Aires y del litoral fluvial necesitaban comprar bienes que solo podían ser provistos por mar desde Europa: muebles, ropa, papel, y muy especialmente objetos de hierro y bronce; pero no disponían de ningún bien exportable a ultramar, de modo que solo los podían pagar con moneda. En cambio, la llanura pampeana producía bienes apreciados en el Perú: el ganado en pie —caballos, mulas y vacas— al cual pasaban cruzando el Tucumán. De modo que comenzó a formarse un circuito comercial, en que el ganado viajaba a pie hasta el Alto Perú, donde era pagado en plata, que a su vez viajaba hacia el litoral y a Buenos Aires; allí era utilizada para comprar mercadería de ultramar. Pero este circuito nunca llegó a establecerse de forma normal: significaba una competencia para los comerciantes de Lima, que por ser a la vez puerto y capital del Virreinato del Perú, al que pertenecía Buenos Aires, pudieron obtener la protección real. Apenas esbozado el circuito comercial y salidos algunos embarques de plata, en 1594 obtuvieron la prohibición real de exportar metales preciosos desde Buenos Aires, con algunas excepciones para evitar el desabastecimiento de la población: la autorización de fletar dos embarcaciones anuales con productos de la zona, principalmente cueros.
La mercadería que llegara al litoral debía cruzar el Atlántico, el istmo de Panamá y parte del Océano Pacífico, antes de recorrer más de 5000 km por tierra, con el resultado de que su precio se multiplicaba varias veces en el camino. En cambio, si se lograba sortear la prohibición, se obtenía un beneficio económico enorme; de modo que la ciudad de Buenos Aires se especializó sistemáticamente en el contrabando. Este sería la principal actividad económica de Buenos Aires colonial, y varios de sus gobernantes fueron cómplices del mismo, beneficiándose económicamente.
El contrabando se realizaba en forma bastante abierta: generalmente un barco portugués, holandés o francés declaraba falsamente una avería en las cercanías de la entonces pequeña pero estratégica ciudad de Buenos Aires —una aldea, aunque con puerto de ultramar— y solicitaba las reparaciones necesarias, las cuales pagaba con parte de la carga que llevaba. Otro sistema similar era anclar sin declarar la carga que llevaba, para que la misma fuera decomisada y rematada en pública subasta; el capitán del buque negociaba en secreto la mercadería, y repartía la carga entre los comerciantes locales, cobrando de los mismos su valor real. A continuación, los compradores se presentaban en la subasta, donde cada uno compraba lo que cada uno había ya comprado por un valor mínimo, sin competir entre ellos; ese fue el llamado "contrabando ejemplar".
Muchos comerciantes hicieron grandes fortunas en Buenos Aires, debido a la necesidad de bienes materiales e insumos que eran necesarios en Tucumán y el Alto Perú, que se hacían innecesariamente onerosos a través del sistema de flotas y galeones, que debía atravesar el istmo de Panamá, embarcados hasta Lima y luego cruzar los Andes, pagando derechos de paso en varias localidades.
Por otro lado, la resistencia real al comercio con los extranjeros —franceses, holandeses e ingleses— llevó a repetidos ataques al pequeño puerto de Buenos Aires y a los buques que partían de allí; por eso se hizo necesario concentrar grandes esfuerzos en la defensa de la ciudad. El primer esfuerzo en ese sentido lo inició Fernando de Zárate —que por breve lapso ocupó simultáneamente las gobernaciones del Tucumán y el Río de la Plata— al construir el Fuerte de Buenos Aires.[cita requerida]
La mayor parte de los gobernantes del Río de la Plata fueron cómplices del contrabando. No obstante, algunos se esforzaron por cumplir las ordenanzas reales, para evitar la generalización de la corrupción que el contrabando generaba; el más destacado de éstos fue Hernandarias, que luchó durante dos décadas contra los contrabandistas. A largo plazo, sin embargo, su lucha fue en vano.

### LasGuerras Calchaquíesentre españoles y diaguitas
La represión de los indígenas de los valles Calchaquíes, la entrega en mita de muchos de ellos para trabajar en las minas del Potosí, el proceso de mestizaje y la gran aculturación hicieron que las encomiendas que alguna vez florecieran en el Tucumán fueran reemplazadas por un campesinado relativamente libre.
Durante todo el período de la conquista los españoles no habían logrado penetrar en los Valles Calchaquíes, donde se habían refugiado la cultura diaguita (o pazioca), una avanzada confederación de señoríos agroalfareros independientes perteneciente a la Cultura Santa María, unidos por una lengua común, el cacán y parte a su vez del gran grupo de la civilización andina. Los españoles se refirieron a sus integrantes, incorrectamente, como calchaquíes, nombre correspondiente a uno de los señoríos diaguitas. Los señoríos diaguitas estaban reunidos en tres grandes naciones: pulares al norte, diaguitas al oeste y calchaquíes el este. Una antigua tradición de independencia de los diaguitas y la escasa cantidad de invasores españoles en el Tucumán, permitió una serie de actos de defensa de su territorio por parte de la confederación Pazioca. Estas luchas han sido históricamente conocidas como las Guerras Calchaquíes que se extendieron por más de un siglo y que comenzaron en 1562.
La Primera Guerra Calchaquí se desató en 1562 y fue conducida el cacique Juan Calchaquí, curacas Quipildor y Viltipoco. La confederación logró mantener a los invasores fuera de su territorio, arrasando las tres ciudades nuevas fundadas por los españoles: Cañete (Tucumán), Córdoba de Calchaquí y Londres (Catamarca). La historiografía hispano-americana considera a esta guerra como "una de las mayores tragedias de nuestra historia". Esta guerra provocó la decisión del Rey español en 1563 separar el Tucumán de Chile para crear una gobernación dependiente del virrey de Perú.
En Segunda Guerra Calchaquí duró 7 años (1630-1637) y fue dirigida por el Curaca Chalamín. Los diaguitas volvieron a destruir las ciudades instaladas por los invasores, Londres II (Catamarca) y Nuestra Señora de Guadalupe (Calchaquí). En 1637 el ejército español atrapó y ejecutó al curaca Chalamín. Los habitantes del señorío diaguita, que condujo la guerra, fueron deportados y reducidos a la esclavitud por los españoles.
La tercera guerra calchaquí se extendió por ocho años (1658-1667). Esta guerra tuvo la particularidad de que, en sus inicios, actuó un aventurero andaluz, Pedro Bohórquez, quien sostenía ser inca, fue aceptado como líder militar por los diaguitas. Bohórquez maniobró con astucia, obtuvo incluso el apoyo de los jesuitas, y organizó un sólido ejército pazioca con el que mantuvo el control de la región durante varios años. Sin embargo en 1659 se entregó a los españoles con la intención de ser perdonado, quienes lo enviaron a Lima y finalmente lo ejecutaron. La confederación continuó la guerra dirigida por José Henríquez.
Al ser vencidos en 1665 los quilmes, que condujeron la tercera guerra, los españoles dispusieron su desnaturalización y relocalización étnica a una reducción al sudoeste de Buenos Aires. La reducción de los quilmes sufrió un acelerado retroceso demográfico que desarticuló la comunidad, acrecentado por los efectos del cambio geográfico-ambiental, la alta tasa de mortalidad infantil, las epidemias y la explotación económica a la que fueron expuestos. A comienzos del siglo XIX la misma prácticamente no existía y fue declarada extinguida por un decreto el 14 de agosto de 1812, emitido por el gobierno patrio establecido dos años antes.
La guerra terminó el 2 de enero de 1667, al ser vencida la última parcialidad diaguita, los acalianes o calianos. Tras lo cual, los españoles tomaron la decisión de dividir y desarraigar a los pueblos pazioca. Tras el final de las guerras calchaquíes, el gobernador del Tucumán, Fernando Mate de Luna decidió volver a poblar la región en que había estado la ciudad de Londres, fundando oficialmente la ciudad de San Fernando del Valle de Catamarca en el año 1683.

### Influencia jesuítica hasta su primera expulsión (1585-1767)

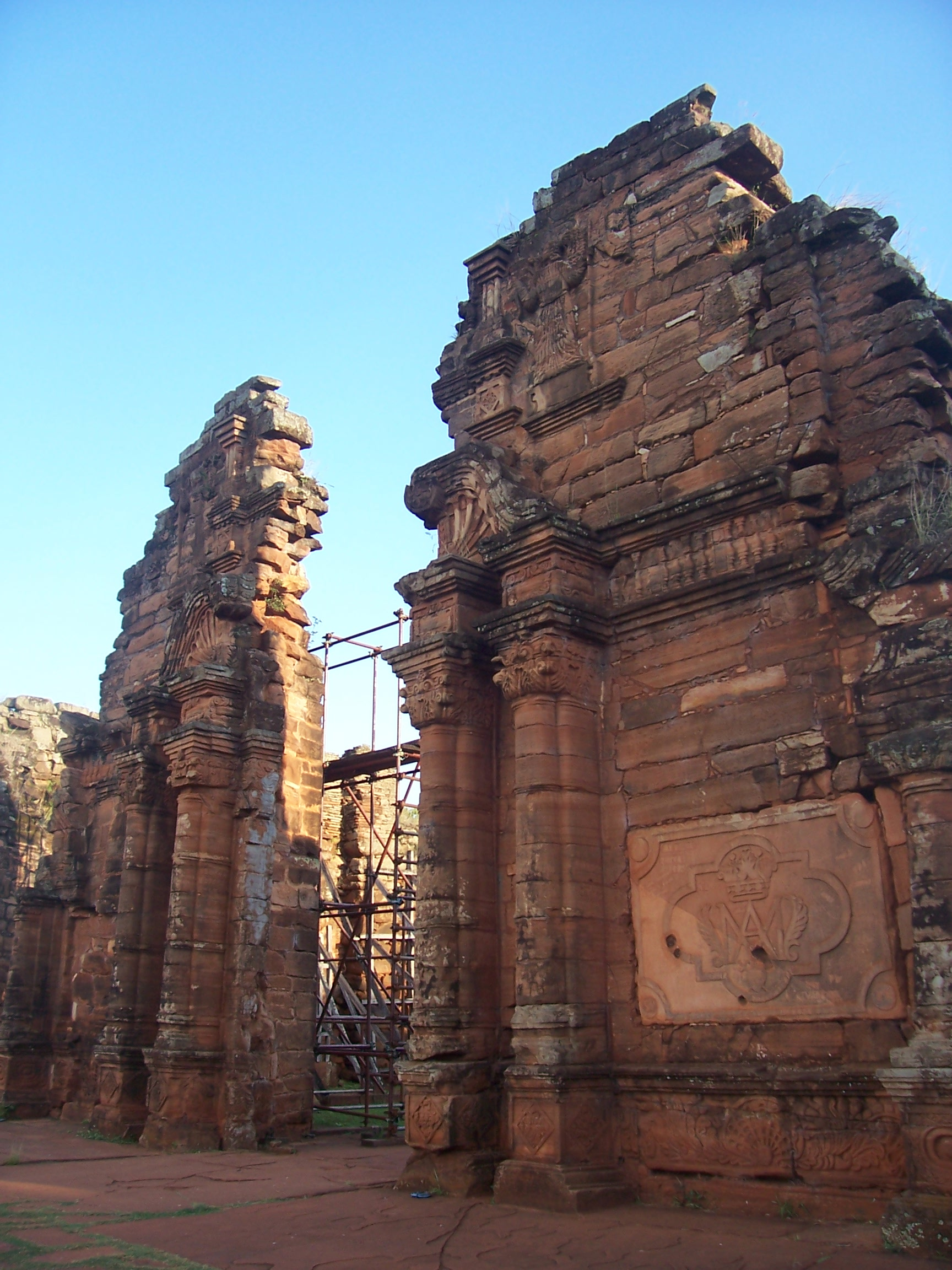
Misiones jesuíticas guaraníes.

Teniendo en cuenta que en el Imperio Español la unidad social se concebía a través de la unidad de la Fe de la Iglesia católica, gracias a la bula del Papa Pablo III Sublimis Deus de 1537 se declaró a los indígenas hombres con todos los efectos y capacidades de cristianos.
En 1585 los jesuitas llegan a Santiago del Estero, en 1587 llegan a Córdoba, en 1588 llegan los jesuitas que luego fundaran las Misiones jesuíticas guaraníes y en el mismo año llegan al Río Salado para evangelizar a los pampas.
Desde su llegada, los jesuitas erigieron a Córdoba como el centro de la Provincia Jesuítica del Paraguay, en el Virreinato del Perú. Para ello necesitaban un lugar donde asentarse y así iniciar la enseñanza superior. Fue así que 1599, y luego de manifestarle dicha necesidad al cabildo, se les entregaron las tierras que hoy se conocen como la Manzana Jesuítica.
Los jesuitas fueron innovadores en la explotación de sus haciendas y propiedades en la América Hispánica. Durante los siglos XVII y XVIII supieron gestionar verdaderos emporios agroindustriales con métodos de gerencia que se adelantaron a los utilizados en la actualidad. Entre ellos, uno de los más importantes fue la explotación de las minas de Paramillos de Uspallata (Argentina) de plomo, plata y cinc. Además, agregaron la participación patrimonial de lo recaudado en las haciendas para luego ser redistribuido entre indígenas, esclavos y empleados, con lo que se puede concluir que fueron los primeros en otorgar una suerte de “títulos de propiedad” a sus subordinados.
La finalidad de estas propiedades era sostener sus universidades (la Universidad de Córdoba fundada en 1613 y la Universidad Mayor Real y Pontificia San Francisco Xavier de Chuquisaca en 1624) y colegios, que, debido a una rigurosa concepción del voto de pobreza, eran gratuitos. Sin embargo, la riqueza de estos complejos y haciendas atrajo la ambición de las coronas y particulares y, a la larga, fue un factor para la supresión de la Orden.
En 1603, el vigesimoséptimo gobernador de Nueva Andalucía del Río de la Plata Hernandarias modificó la legislación sobre el trabajo de los aborígenes, promoviendo la supresión de las mitas y encomiendas, por las cuales los españoles gozaban de los frutos del trabajo de los nativos a cambio de su evangelización, en la práctica inexistente. Obtuvo la aprobación de esta reforma por parte del rey Felipe III de España, y en 1608 se dispuso la creación de las reducciones jesuíticas y franciscanas en la región del Guayrá (actual estado de Paraná, Brasil). Las Misiones jesuíticas guaraníes legaron a ubicarse en las regiones del Guayrá, Itatín, Tapé (las tres en el actual Brasil), Uruguay (Brasil, Argentina y Uruguay actuales), Paraná (Argentina, Paraguay y Brasil actuales) y las áreas guaycurúes en el Chaco (Argentina y Paraguay contemporáneos), fueron establecidas en el siglo XVII dentro de territorios pertenecientes al imperio español en la Gobernación del Río de la Plata y del Paraguay y sus gobernaciones sucesorias a partir de su división en 1617: la Gobernación del Paraguay y la Gobernación del Río de la Plata, todas dependientes del inmenso Virreinato del Perú.
En 1609 se funda la primera de las misiones jesuíticas guaraníes. Las treinta misiones llegaron a ser, en el siglo XVIII, un verdadero emporio comercial, un "estado dentro del estado" como lo denominaban sus detractores, que se estableció como un sistema de organización económica y social distinto al de las colonias que las rodeaban. Su autonomía y la adaptación de la organización social comunitaria de los guaraníes a un nuevo contexto permitió al sistema subsistir y progresar. Las misiones eran pueblos indígenas, administrados por los mismos guaraníes (bajo la mirada paternalista de los misioneros), donde la tierra se dividía en dos: la tupá mbaé (propiedad de Dios), comunitaria, y la avá mbaé (propiedad del hombre), para la explotación familiar. El excedente era comercializado por todas las colonias circundantes (el Plata, Tucumán, el Brasil y hasta el Alto Perú y España) y les proporcionaba medios a los jesuitas para expandir las misiones y mantener sus colegios y universidades (como los que tenían en Córdoba, centro regional de la Compañía de Jesús).
Los padres jesuitas implementaron un sistema económico agrícola que fue rápidamente asimilado por los aborígenes. Esta importante agricultura fue complementada con la ganadería que suministró a los aborígenes carne, leche y cuero.
Se logró que cada reducción formara una unidad económica independiente. Como no se tenía moneda de metal se funcionaba sobre la base de una economía de trueque y como tenían multitud de posesiones comunales, se favorecía un intenso tráfico comercial entre las reducciones promoviendo una integración económica, social y política con sede central en Candelaria.
Cada reducción se especializaba en unos oficios, trabajando el hierro y la plata, carpintería, cocina-panadería, chapado en oro, vajillas, telas, elaboración de sombreros o instrumentos musicales. Desde allí se promoverían excelente escultura, pintura y música barrocas guaraníes.
Los principales productos comercializados por las misiones eran la yerba mate, el tabaco, el cuero y las fibras textiles. Sin embargo, las misiones debieron soportar un fuerte asedio de los bandeirantes, partidas de portugueses que se internaban en la selva para "cazar indios" con el objeto de venderlos como esclavos en su base de San Pablo, que irónicamente nació como reducción jesuita). Las Misiones jugaron un papel clave en la defensa del Paraguay y el Río de la Plata de la expansión portuguesa. Justamente, después de la batalla de Mbororé, en 1641 (que duró 10 días), en la que un ejército de guaraníes al mando de los jesuitas (muchos de los cuales habían sido antes soldados) derrotó a una bandeira (un ejército lusobrasileño de bandeirantes) , que se les permitió por primera vez a los indígenas utilizar armas de fuego (si bien solo las de menor calibre). Estos ejércitos misioneros fueron de gran utilidad durante los enfrentamientos entre España y Portugal en el Río de la Plata.
No solo a trabajar, rezar y pelear les enseñaron los jesuitas, sino también música y otras artes (de las que aún se pueden admirar se destacan las "barrocas" arquitecturas exornadas con relieves barrocos resaltados en las piedras sillares o tallados en los rojos ladrillos de tipo romano. Es así que, luego de la expulsión de los jesuitas, muchos guaraníes se trasladaron a las ciudades coloniales, como Corrientes, Asunción o Buenos Aires, donde se destacaron como compositores y maestros de música, plateros y pintores.
La Compañía de Jesús también se instaló al sur del Río Salado entre los años 1740 y 1753, con el fin de establecer una población permanente en la frontera del virreinato. Su intención fue la de hacer sedentarios e instruir a los indígenas en la doctrina cristiana. La primera reducción, fue la "Reducción de Nuestra Señora en el Misterio de su Concepción de los Pampas", fundada en año 1740 en la margen sur del Río Salado, por los padres Manuel Quevedo y Matías Strobel. La segunda fue la "Reducción de Nuestra Señora del Pilar de Puelches", fundada en el año 1746 cercana a la margen de la actual Laguna de los Padres, por los misioneros Joseph Cardiel y Tomás Falkner. Finalmente, la "Misión de los Desamparados de Tehuelches o de Patagones", fue fundada en el año 1749 a cuatro leguas al sur de la anterior, por el padre Lorenzo Balda. Allí lograron evangelizar a un gran número de indios pampas. Strobel medió entre las autoridades de Buenos Aires y los pampas para establecer la paz entre ellos. Falkner y su colega jesuita Florián Paucke recogieron una gran información acerca de las costumbres y usos de los indios pampas y guaraníes que plasmaron en libros y exquisitos dibujos que dieron origen a la etnografía en el actual territorio argentino.
Este desarrollo económico finalizó durante el reinado de Fernando VI de España cuando España se enfrentó con Portugal por la colonia del Sacramento, desde la que se facilitaba el contrabando británico por el Río de la Plata. José de Carvajal consiguió en 1750 que Portugal renunciase a tal colonia y a su pretensión de libre navegación por el Río de la Plata. A cambio, España cedió a Portugal dos zonas en la frontera brasileña, una en la Amazonia y la otra en el sur, en la que se encontraban siete de las treinta reducciones guaraníes de los jesuitas. Los españoles tuvieron que expulsar a los misioneros jesuitas, lo que generó un enfrentamiento con los guaraníes que duró once años.

### Gobernación del Río de la Plata
Preocupado por no poder controlar simultáneamente la situación política en Asunción —y su zona de influencia— y a los contrabandistas de Buenos Aires, Hernandarias solicitó y obtuvo en 1617 la división de su provincia en dos: la Gobernación del Paraguay, con sede en Asunción, y la Gobernación del Río de la Plata, con sede en Buenos Aires. Esta última incluía las ciudades de Corrientes, Santa Fe y Concepción del Bermejo y sus respectivas zonas de influencia.
Concepción del Bermejo había ejercido hasta entonces como nexo entre el Paraguay y el Tucumán. Su inclusión en la zona gobernada por Buenos Aires —en la que quedaba como un enclave excéntrico— y la modificación en la forma de vida de los indígenas del Chaco —con el predominio de los guaycurúes, que habían adoptado el caballo para sus ataques a las poblaciones españolas— determinó la rápida decadencia de la ciudad, que terminó por ser abandonada en 1631.
Para intentar aumentar los costos y disminuir la demanda de bienes contrabandeados, en 1622 se estableció una aduana seca en la ciudad de Córdoba. No obstante, el contrabando continuó.

### Economía colonial
Durante la era colonial, y hasta el Reglamento de Comercio Libre de 1778, la economía del Tucumán y Cuyo estaba dedicada a la producción de insumos y bienes de consumo para los mercados del Alto y Bajo Perú, Buenos Aires y Paraguay. Así, vinos y aguardiente de Cuyo, mulas de Córdoba, tejidos de Salta y Tucumán, carretas de Córdoba y Tucumán, etc., se producían bajo el amparo del proteccionismo español. En el siglo XVIII, bajo los Borbones, la actitud comenzó a variar, buscando proteger los intereses comerciales de los productores peninsulares en los mercados cautivos de las colonias.

### El mestizaje

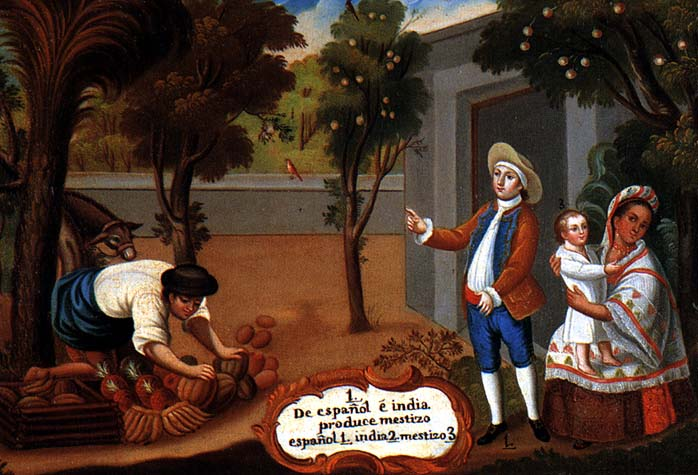
Familia mestiza del. El mestizaje no se limitó a la etapa de la conquista.

A diferencia de otros colonizadores como los ingleses, que no admitían el mestizaje por considerar impuras otras razas que no fuesen la suya, tras siglos de convivencia de árabes, judíos y cristianos en la península ibérica, los castellanos tenían menos prejuicios raciales y por ello se formaron matrimonios mixtos y, sobre todo, uniones sexuales extramatrimoniales con mujeres indígenas. Esto se debió también a que las mujeres castellanas siempre fueron escasas en América. El ejemplo clásico es el de la Malinche, amante de Hernán Cortés, con quien incluso tuvo un hijo, Martín Cortés, que no hay que confundir con su hijo legítimo del mismo nombre. Se puede observar en la pintura de castas la variedad de combinaciones de mestizaje que convivieron en América durante la colonia. El léxico de castas testimonia también la rigidez de este sistema. Hoy en día, gracias al mestizaje, la población de los países hispanoamericanos comparte antepasados indígenas, europeos y africanos, en diversos grados.

### Organización social
La sociedad colonial presentó aspectos disímiles de acuerdo a la región. En el interior, se determinó una sociedad de castas fuertemente diferenciadas, los hacendados blancos eran la cúspide de ésta y el poder en las ciudades, eran educados y refinados, mientras que el campesinado mestizo estaba en condiciones cuasi serviles. La población negra era muy escasa, reducida casi en su totalidad al servicio doméstico, salvo en ciudades algo más mercantiles como Córdoba. Al momento de la independencia, existían todavía algunas encomiendas en el NOA.
En cambio, en el Litoral argentino, y especialmente en Buenos Aires, los estancieros, en ese entonces, todavía no representaban la cúspide de la sociedad, sino que eran productores medianos, de carácter rudo debido a la actividad ganadera y que residían la mayor parte del tiempo en la campaña. La élite porteña (es decir los pocos individuos adinerados que residían en la entonces muy pequeña "ciudad" de Buenos Aires, casi en el puerto de esa ciudad) en esos tiempos estaba representada por los comerciantes muchos de ellos dedicados a todo tipo de contrabando, especialmente a lo que irónicamente pasó a ser llamado "contrabando ejemplar" e incluso al tráfico de esclavos capturados en África muchas veces realizado con barcos portugueses e ingleses aunque los dueños "capitalistas" es decir los que "invertían" en el "rentable negocio" de la esclavitud, es decir los dueños de las "empresas" esclavistas pudieran ser de otros orígenes ( Véase: "asiento de negros" y "navío de permiso") .

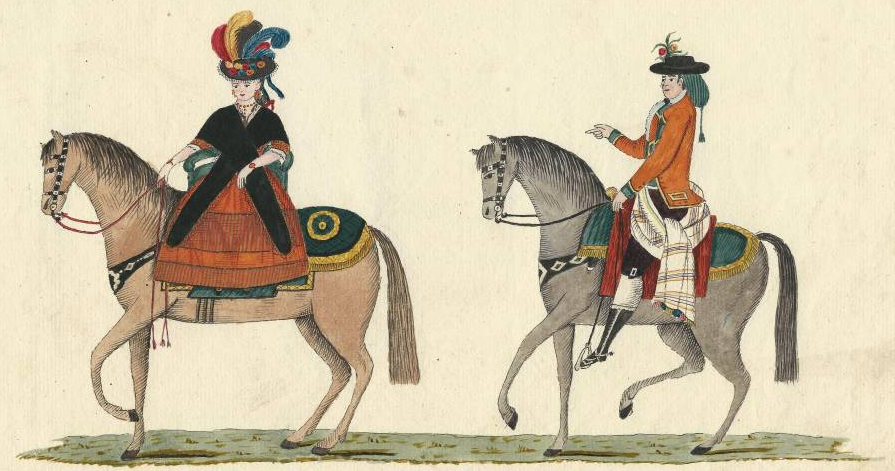
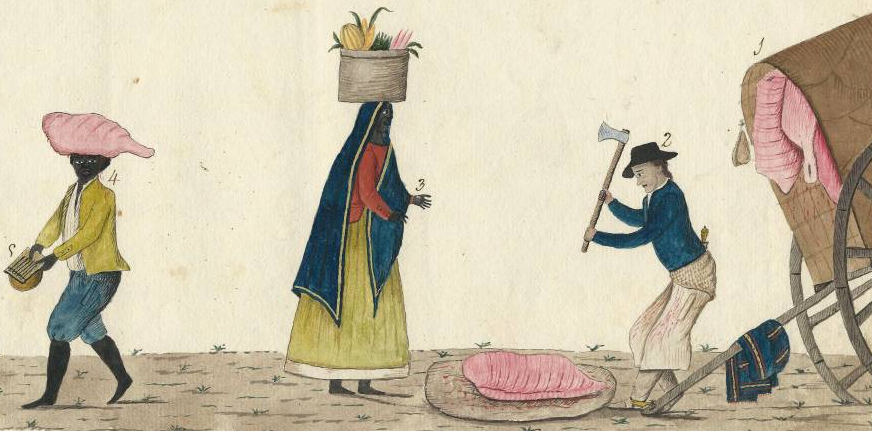

### Sistema de castas
En el aspecto social, la colonia fue organizada sobre un sistema de castas basado en las nociones de raza e híbrido y de la "pureza de la sangre". Los españoles consideraban la existencia de tres "razas": la "española" o "blanca", la "india" y la "negra". Del mestizaje entre esas tres razas surgían a su vez los siguientes "híbridos":
- Primer grado:
  - de blanco con negro: mulato.
  - de blanco con indio: mestizo
  - de negro con indio: zambo
- Segundo grado:
  - de negro con mulato: zambo, grifo o cabro.
  - de negro con zambo: lobo.
  - de blanco con mulato: tercerón o morisco.
  - de blanco con mestizo: cuatralbo, castizo.
  - de indio con zambo: zambaigo.
  - de indio con mestizo: tresalbo.
  - de indio con mulato: mulato prieto.
  - de negro con zambo: zambo prieto.
- Tercer grado:
  - de blanco con tercerón: cuarterón, albino[64]

En la cúspide del sistema de castas se ubicaban los españoles peninsulares, nacidos en España y los españoles americanos o criollos, nacidos en América y registrados como descendientes legítimos de padre y madre española que gozaban de exactamente los mismos derechos y obligaciones que los "peninsulares". Aunque en la colonia el mestizaje entre las diferentes etnias fue un fenómeno generalizado, el sistema legal español castigaba "la mezcla de sangres" que causaba su impureza o "manchado". Indios, mestizos, mulatos y negros resultaron postergados, ocupando los negros nacidos en África el lugar más bajo.

Los descendientes de padres mezclados de Español y Negro permanecen manchados por generaciones incontables y no pueden escapar de su herencia, o perder su calidad primitiva de Mulatos. […] Pasa lo mismo con la mezcla de sangre Negra con la India […]. Con la mezcla continua de sangre Española e India hay regresión a los Indios. […] el Indio puro es de sangre pura, tanto como el Español y los dos no están en conflicto como están los dos con el Negro. Aunque las mezclas de sangre española e India no pueden escapar de su condición, permanecen incontaminadas, no obstante cuantos grados las separen de la pureza.

España había impuesto el cristianismo y el idioma castellano en gran parte del actual territorio argentino. Por otra parte, en la América española regían las costumbres y modas españolas, así como las indoamericanas, y en menor medida las francesas y africanas.

### Conflictos con Portugal
La fundación de la Colonia del Sacramento por los portugueses justo enfrente de Buenos Aires en 1680, vino a reafirmar el crecimiento del contrabando. Tomada meses después por el gobernador del Río de la Plata José de Garro con un contingente de indios de las Misiones, fue restituida a Portugal un año después por un tratado. Colonia fue nuevamente tomada en 1705, bajo el influjo de la guerra de sucesión española, para ser devuelta nuevamente en 1715, esta vez bajo el influjo de la Paz de Utrecht. La pelea entre España y Portugal por el Río de la Plata continuó en 1724, cuando el gobernador español Bruno Mauricio de Zavala funda la ciudad de Montevideo para evitar la toma de esa bahía por un contingente proveniente de Brasil. En 1750, España, por el Tratado de Permuta, intercambia Colonia a cambio del Mato Grosso y parte de las misiones guaraníticas, originando una guerra entre bandeirantes y guaraníes. Este tratado fue a su vez derogado en 1761, y en 1762, a causa de la guerra de los Siete Años, el gobernador Pedro de Cevallos toma por tercera vez Colonia, que es devuelta al año siguiente por España a cambio de La Habana y Manila, tomadas por los ingleses.

## El Virreinato del Río de la Plata
A lo largo del siglo XVIII, los cambios políticos llevados adelante por la Casa de Borbón que reemplazó a la Casa de Austria a partir del 16 de noviembre de 1700 en el Imperio Español transformaron las dependencias americanas, hasta entonces "reinos" relativamente autónomos, en colonias enteramente dependientes de decisiones tomadas en España en beneficio de ella. Entre estas medidas se contó la fundación del Virreinato del Río de la Plata en 1777, que reunió territorios dependientes hasta entonces al Virreinato del Perú, y dio una importancia singular a su capital, la ciudad de Buenos Aires, que había tenido escasa importancia hasta ese momento.
En 1776 España otorga la máxima prioridad a la expulsión de los portugueses del Río de la Plata; por ello es que se decidió la creación del virreinato. Así es como Pedro de Cevallos es enviado a cargo de un importante ejército, que fue aumentado con un contingente de guaraníes, acostumbrados a luchar con los portugueses. Cevallos toma Colonia y la destruye, sembrando sal en el lugar de forma simbólica, ya que la ciudad sería luego repoblada por criollos. Mientras preparaba el ataque a la provincia portuguesa de Río Grande del Sur, se firma en 1777 el tratado de San Ildefonso, que repite las cláusulas del de Permuta.
La creación del Virreinato del Río de la Plata trajo un auge a la ciudad de Buenos Aires, donde en pocos años, se instalarían la administración burocrática virreinal, la Aduana (1778), el Consulado (1794) cuya obra fue por iniciativa de Manuel Belgrano, la Audiencia (1785), el Protomedicato, la Academia de Náutica y la Escuela de Dibujo (1798), esta última iniciativa fue también de Belgrano. El primer periódico nace en 1801, El Telégrafo Mercantil, que duraría poco debido a la censura del virrey. El segundo, el Semanario de Agricultura, Industria y Comercio, editado por Hipólito Vieytes en 1802, corre la misma suerte. La población de la ciudad crece de 9.568 en 1744 a 32.069 en 1778 a más de 40.000 en 1797 y a casi 100.000 en 1810.
Con la instalación del virreinato y el comercio libre, se instaló, aún por encima de las clases sociales tradicionales, una burocracia a la que solo podía acceder los nativos de España y los nobles, incluyendo a los hidalgos americanos, aunque en las posiciones más bajas de esa élite se admitirían a los criollos de origen europeo sin titulación. La multiplicación del comercio con el Reino de España trajo la instalación de varias casas comerciales peninsulares que se instalaron en la ciudad, compitiendo con los comerciantes criollos de origen europeo, de menores recursos. De esta forma, comenzaba así la dicotomía entre ellos.
En Buenos Aires, hacia esa época, un tercio de la población sería negra, y si bien algunos se dedicaban a tareas domésticas y la minoría a tareas agropecuarias, la gran mayoría era instruida en algún oficio (como zapatero, por ejemplo), o se dedicaban al comercio ambulante, trabajando de esta manera para el beneficio de sus amos.[cita requerida]
Más que cualquier otro, el grupo humano que definió la colonia rioplatense, aunque no estuviera presente en todas las regiones, fue el gaucho. En un ambiente social como el de las pampas, donde el mestizaje fue minoritario y en que el eje estaba centrado hegemónicamente en la ciudad, y no en el campo, fue lo que motivó que el mundo pampeano, previo a la aparición de la estancia, fuera un modo económico productivo paradigmático. Aquellos que llevaban la marca en el orillo de la sangre indígena, estaban destinados a ser alejados de ese mundo urbano. Nacidos de los encuentros de las vaquerías y las tolderías, su mundo era el campo. El gaucho era un ser seminómade, que en ocasiones mantenía una familia en un lugar fijo, pero que las mayoría de las veces deambulaba, trabajando de a ratos, aún más, después del fin de las vaquerías, para luego partir cuando ya no se necesitaba del mismo para sobrevivir. Desde el siglo XVIII es visto por las autoridades como parte de los "vagos y malentretenidos", criminales a quien hay que combatir.[cita requerida] Pero será más adelante que se planteará el problema del gaucho, en el universo colonial no es un grave problema, ya que es parte del modo de vida tradicional pampeano.[cita requerida]
En un primer momento, la actitud fue eliminar a la competencia: en la localidad riojana de Aimogasta se conserva el "olivo histórico", según la tradición, el único sobreviviente de la tala ordenada por Carlos III para eliminar la competencia de las aceitunas españolas en el Plata (curiosamente, el español Antonio de Alcedo, en su obra Diccionario goegráfico-histórico de las Indias Occidentales o América, de 1786-1789, menciona que La Rioja (Argentina) "tuvo en otro tiempo algunos olivares, y viendo los vecinos las grandes utilidades que les producía el aceyte dieron en economizarlo de modo que ni aun para las lámparas de la Iglesia querían darlo, poniendo sebo en su lugar; desde entonces fuese castigo del Cielo ó casualidad apenas se halla hoy vestigio de ellos"; una visión algo distinta).
El comercio libre tuvo consecuencias desastrosas para la economía del interior de la actual República Argentina, de la que solo algunos sectores, como el aguardiente, las carretas y artículos de montura y transporte, y los tejidos de lana, pudieron sobrevivir. Por el otro lado, los comerciantes de Buenos Aires tuvieron un súbito aumento de su actividad, lo que trajo un auge comercial, poblacional y cultural a la capital del nuevo virreinato. El traslado de la aduana seca de Córdoba a Jujuy en 1696 estableció, para siempre, el área económica bajo dominio porteño y la frontera norte de la futura Argentina. En la Pampa, durante la colonia, la principal actividad económica era la ganadera. En un principio, debido a la existencia de miles de cabezas de ganado cimarrón, esta actividad se efectuaba a través de las "vaquerías", partidas que se internaban en la llanura desolada para capturar y desollar al ganado vacuno, muchas veces dejando la carne atrás, de menor valor económico. Cuando este ganado cimarrón comenzó a disminuir su número, comenzó el momento de las estancias y del ganado marcado, y de una mayor utilización del animal: nacieron entonces las fábricas de sebo y los saladeros.